# Ризін Леонід Володимирович
Різін Леонід Володимирович (рос. Ризин Леонид Владимирович) — радянський кінодраматург, кінорежисер.

## Біографічні відомості
Народ. 13 травня 1932 р. в м. Темрюк Краснодарського краю. Служив у лавах Радянської Армії (1951—1955). Закінчив сценарний факультет Всесоюзного державного інституту кінематографії(1963). 
Працював старшим редактором, режисером і сценаристом Київської кіностудії ім. О. П. Довженка.
Автор сценарію фільму «Дні льотні» (1965), який поставив разом з М. Літусом, а також сценаріїв кінокартин: «Я солдат, мамо» (1966, «Мосфільм»), «Легка вода» (1972, т/ф), «Спадкоємці» (1975, т/ф, 4 а), «Поїздка через місто» (1979), «Воля Всесвіту» (1988) та ін. 
Член Національної Спілки кінематографістів України.